# Raphanus raphanistrum subsp. landra
Raphanus raphanistrum subsp. landra é uma subespécie de planta com flor pertencente à família Brassicaceae. 
A autoridade científica da subespécie é ([[Moretti] ex DC.) Bonnier & Layens, tendo sido publicada em Tableaux synoptiques des plantes vasculaires de la flore de la France 21. 1894.

## Portugal
Trata-se de uma subespécie presente no território português, nomeadamente no Arquipélago dos Açores.
Em termos de naturalidade é introduzida na região atrás indicada.

## Protecção
Não se encontra protegida por legislação portuguesa ou da Comunidade Europeia.